# یوریا ایتو
یوریا ایتو (انگلیسی: Yuria Ito؛ زادهٔ ۲ آوریل ۲۰۰۱) بازیکن فوتبال اهل ژاپن است.